# 사랑의 찬가 (1950년 영화)
사랑의 찬가(프랑스어: Un Chant d'Amour)는 장 주네가 각본, 감독, 편집을 맡은 무성 영화다. 동성애를 나타내는 장면이 대놓고 (물론 '예술'이라는 틀 안에서 표현되긴 하지만) 나오기 때문에 이 26분 분량의 영화는 장시간 상영이 금지되었다. 극장에서 상영된 것은 만들어진 지 4년 만인 1954년이다. 다만 이 때도 문제가 있는 부분이 지워진 채로 나왔다.